# Garstedter Graben

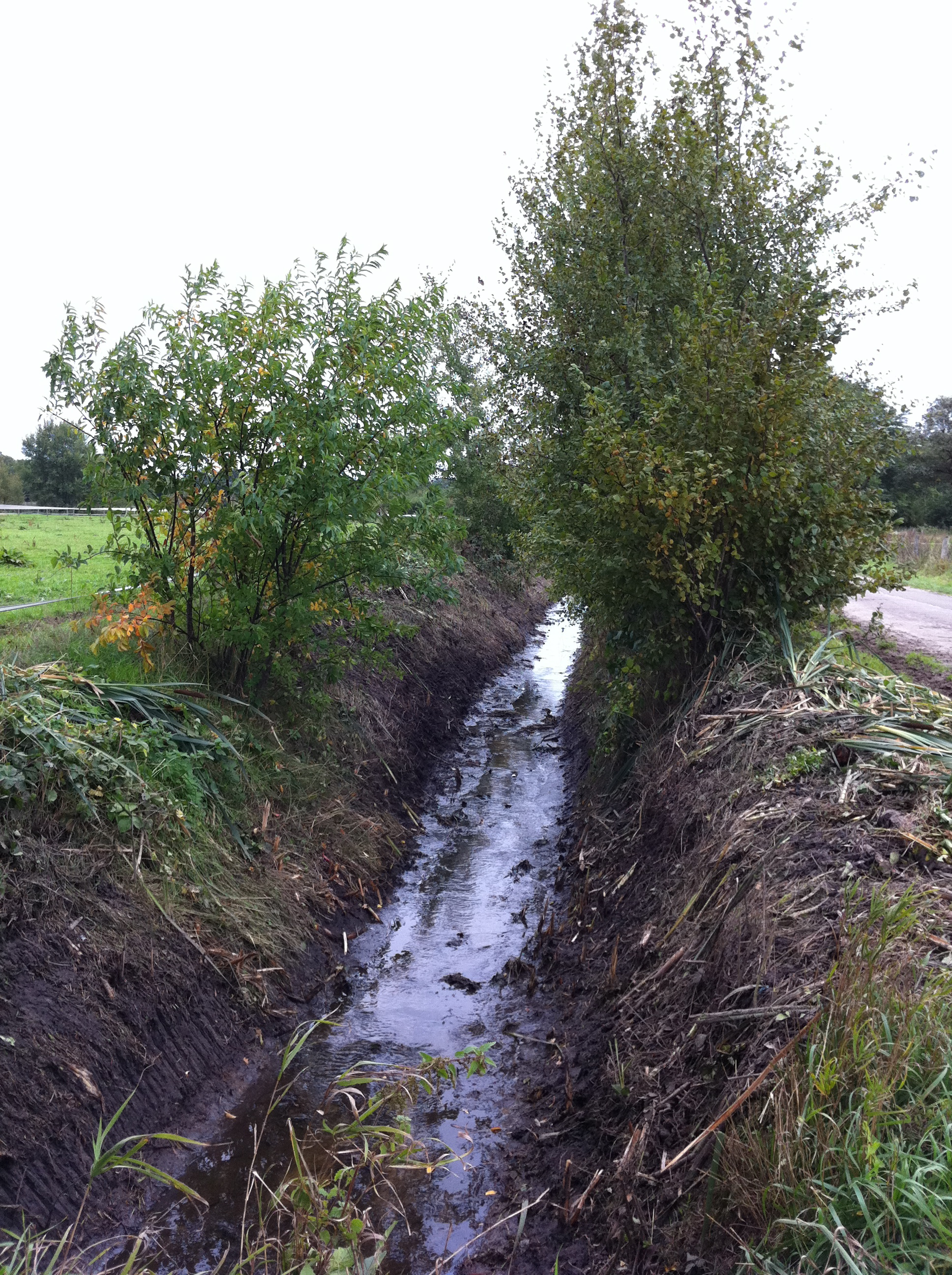
El Garstedter Graben

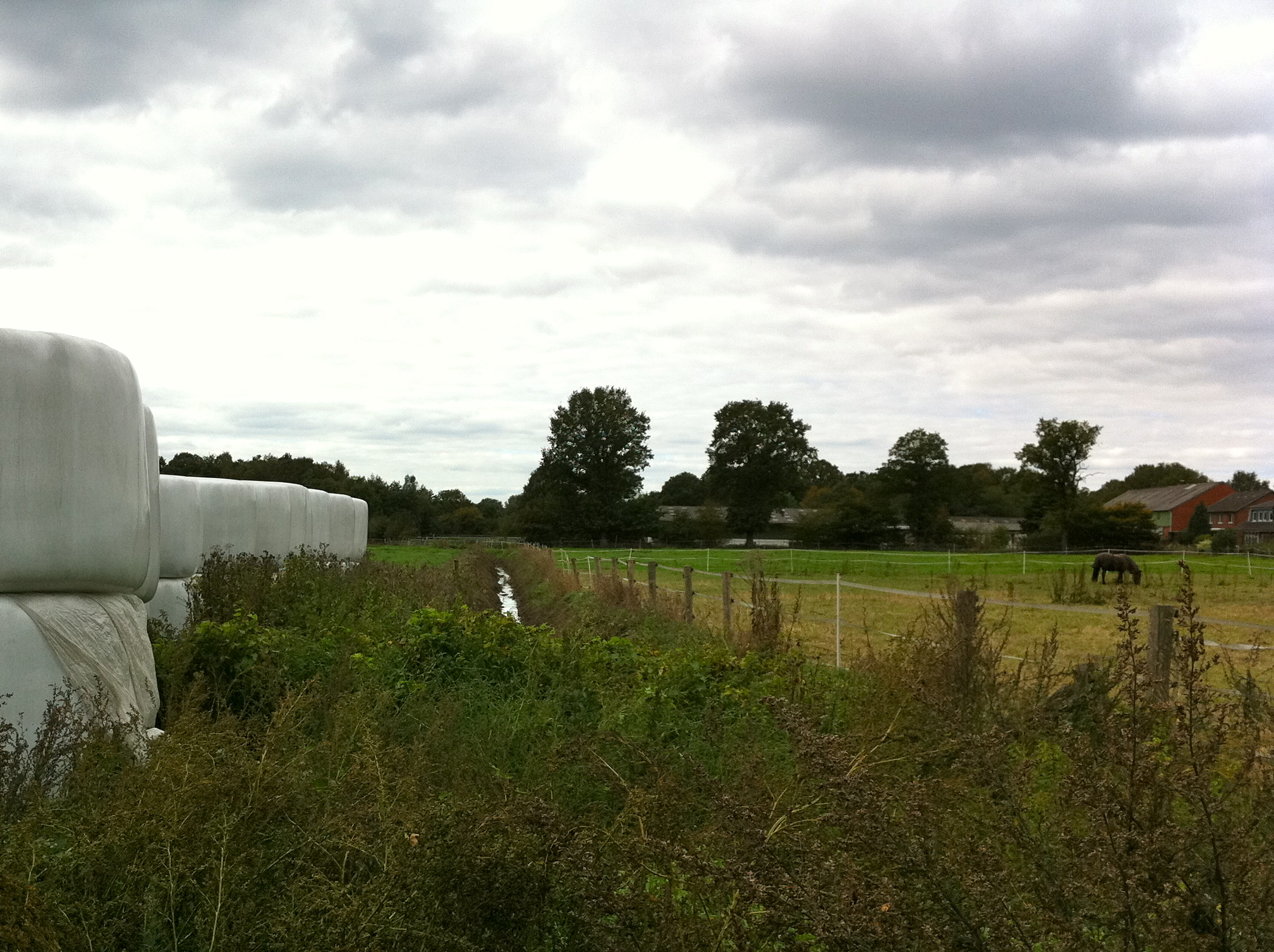
Norderstedt (Alemanya): El riu Garstedter Graben a prop de la seva font a Garstedt en dirrecció oest

 El  Garstedter Graben  és un tributari del Rugenwedelsau, un afluent del Mühlenau a Slesvig-Holstein a Alemanya.
Neix als prats humits a l'oest de l'Alte Dorfstraße al nucli antic de Garstedt (Norderstedt) i desemboca uns pocs quilomètres més al nord del Golfclub Auf der Wendlohe a Bönningstedt.